# Kiyonori Kikutake

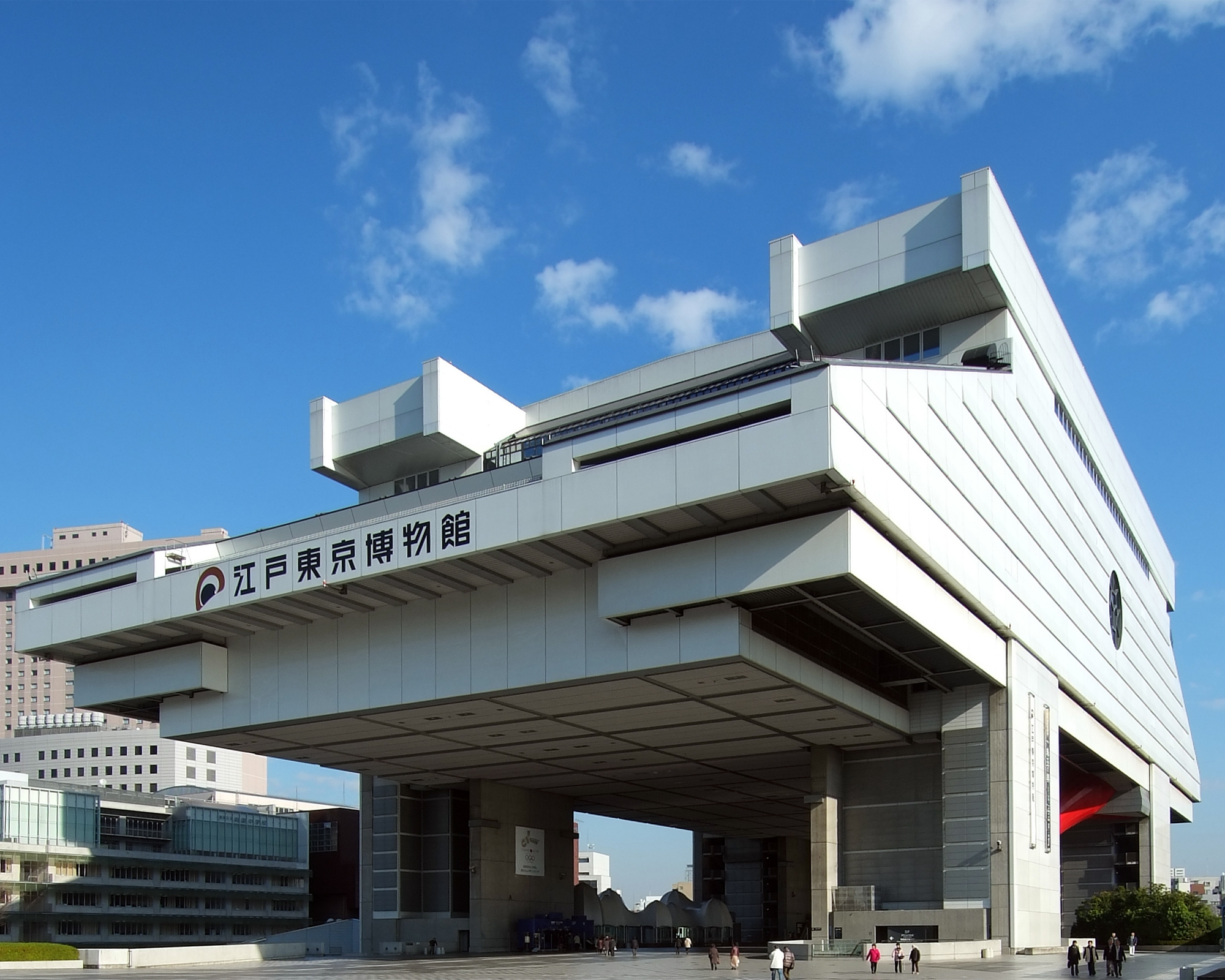
Edo-Tokyo Museum in Tokio, Japan

Kiyonori Kikutake (japanisch 菊竹 清訓, Kikutake Kiyonori; * 1. April 1928 in Kurume, Japan; † 26. Dezember 2011) war ein japanischer Architekt, der insbesondere als Vertreter des Metabolismus weltweite Beachtung fand.

## Leben
Kiyonori Kikutake studierte an der japanischen Waseda-Universität und promovierte 1950 im Fach Architektur. Er betrieb seit 1953 sein eigenes Büro.
1959 gründete Kikutake mit Kisho Kurokawa, Fumihiko Maki, Sachio Otaka und Noboin Kawazoe die Gruppe der Metabolisten, die den Gedanken verfolgte, den Lebenszyklus von Geburt und Wachstum auf Städtebau und Architektur zu übertragen. Seine 1958 präsentierte Idee Marine City Project war Grundlage für viele Auseinandersetzung des urbanen Bauens der Metastädte, insbesondere die urbanen Utopien der „Ocean City“. Kikutake verfolgte die Idee, dass neue, bessere Städte auf dem Meer entstehen könnten. Die Stadt sollte auf Betonpfeilern ins Meer gesetzt werden. In seinem Modell Tower City, welches er später mit dem Marine City Projekt zum Projekt Unabara vereinte, stehen Hochhäuser auf Scheiben ähnlichen Plattformen. Die Plattformen scheinen willkürlich angeordnet, haben unterschiedliche Größen und sind durch kleine Stege verbunden.

“The purpose of Marine City is neither intended to enlarge the land nor to escape from the land. […] The existing confusion of land cities should not be brought to Marine City.”

„Der Zweck von Marine City ist es weder das Festland zu vergrößern noch vom Festland zu fliehen. […] Das bestehende Durcheinander von Landstädten soll nicht in Marine City gebracht werden.“

Anlässlich der Weltausstellung 1975 ließ Kiyonori Kikutake die künstliche Insel Aquapolis erstellen.
Kikutake war Professor an der Universität in Waseda und in Tokio; er hatte Gastprofessuren an Universitäten in Beijing, Sofia, Hawaii, Wien, Virginia und Aachen. Außerdem war er Professor an der International Academy of Architecture (IAA) in Sofia. Er war Ehrenmitglied verschiedener Organisationen, beispielsweise des American Institute of Architects (AIA), der französischen und der bulgarischen Architektenkammer.

## Projekte (Auswahl)
- 1958 Sky House in Tokio, Japan
- 1958 Marine City (Sagami-Bucht)

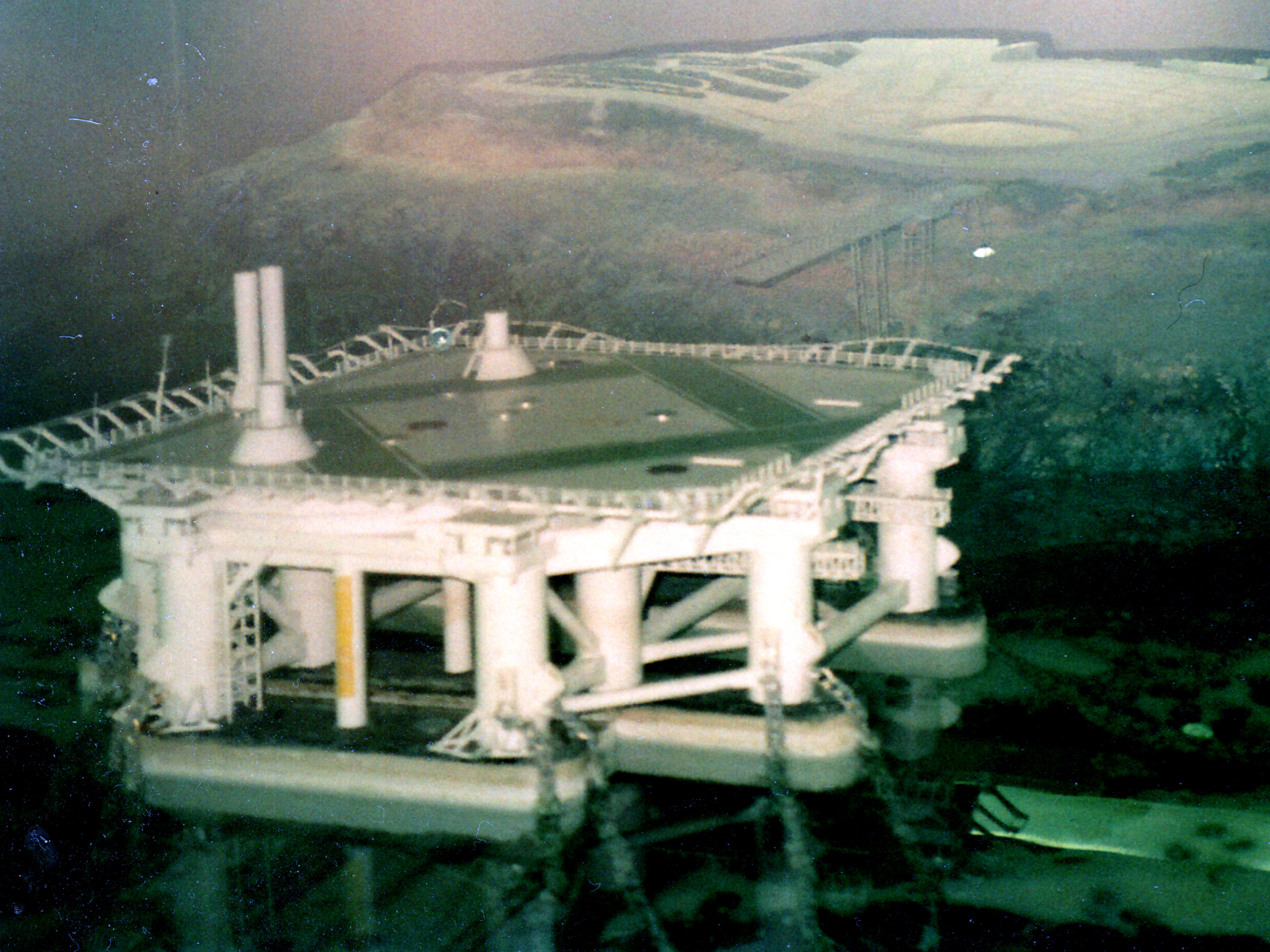
Modell von Aquapolis, 1975

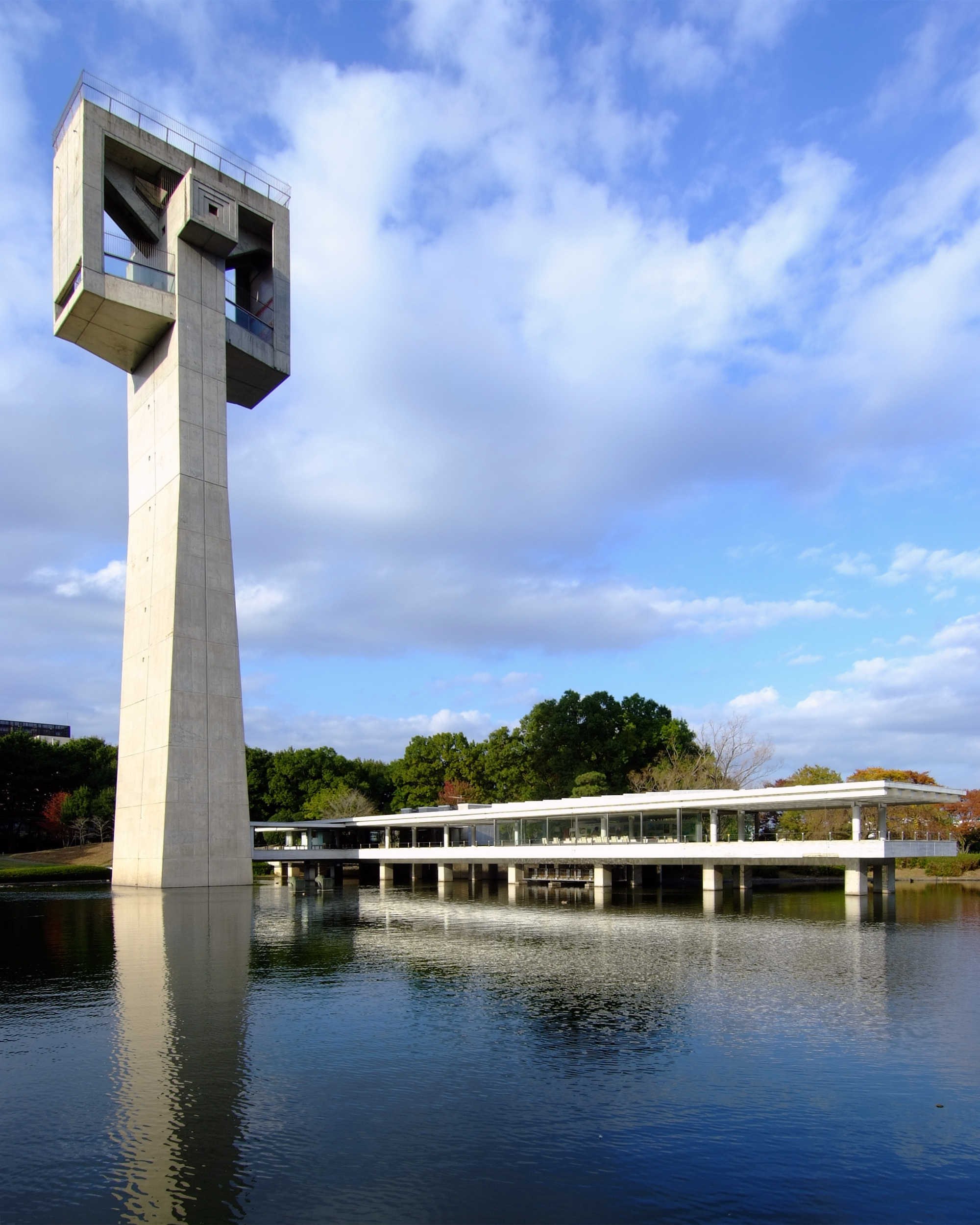
Matumi-Turm, 1976

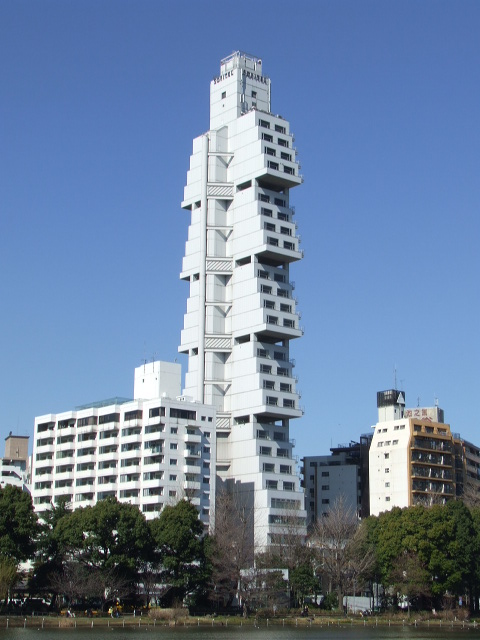
Hotel Sofitel in Tokio, 1994

- 1960 Marine City/Unabara (Sagami-Bucht)
- 1963 Verwaltungsgebäude für den Izumo-Taisha in Shimane, Japan
- 1963 Shallow Sea Type Community Project (Tokyo-Bucht)
- 1968 Ocean City
- 1969 Kostengünstige Wohnhäuser in Peru
- 1971 Floating Marine Expo Project (vor Sand Island, Hawaii, USA)
- 1975 Aquapolis, Schwimmendes Ausstellungssystem für die Internationale Ozean Expo ’75 in Okinawa, Japan
- Seit 1977 Linear City (z. B. zwischen Osaka und Kitakyushu)
- 1982 Gedenkstätte für den Frieden in Malaysia und Marshall Island
- 1987 Hotel Seiyo Ginza in Tokio, Japan
- 1988 Fukuoka City Hall in Fukuoka, Japan
- 1993 Edo-Tokyo Museum in Tokio, Japan
- 1994 Hotel Sofitel in Tokio, Japan
- 1998 Kitakyushu Multimedia Dome in Fukuoka, Japan
- 1998 Nationales Showa-Gedächtnismuseum in Tokio, Japan
- 1999 Shimane Art Museum in Shimane, Japan
- 2004 Kyushu National Museum in Fukuoka, Japan
- 2005 World Expo '05 in Aichi, Japan

## Preise und Auszeichnungen (Auswahl)
- 1964 AIA Pan-Pacific Architecture Citation
- 1964 Ministry of Education Award of Arts
- 1970 Japan Academy of Architecture Prize
- 1978 Union Internationale des Architectes (UIA) Auguste Perret Award
- 1979 The 21st Mainichi Art Award (Mainichi Shimbun, 1979)
- 1990 The 31st Building Constructors Society Prize
- 2000 Shimane Prefecture Grand Prize for Beautiful Scenery